# Lektor (film)
Lektor (ang. The Reader) – amerykańsko-niemiecki melodramat z 2008 roku w reżyserii Stephena Daldry’ego. Scenariusz filmu autorstwa Davida Hare'a napisany został na podstawie powieści Lektor (1995) autorstwa Bernharda Schlinka. Zdjęcia do filmu były realizowane w Niemczech i Polsce (w lubelskim Muzeum na Majdanku).

## Fabuła
Niemcy (Neustadt), rok 1958. Piętnastoletni Michael Berg słabnie na ulicy. Pomocy chłopcu udziela starsza o ponad 20 lat Hanna Schmitz. Skutkiem spotkania jest romans obydwojga bohaterów. Hanna domaga się w trakcie każdej schadzki, aby chłopiec czytał jej książki. Namiętny romans kochanków przerwany jest przez nagłe zniknięcie kobiety. Mija osiem lat, Michael jest studentem prawa. W Niemczech trwają procesy nazistowskich zbrodniarzy; Michael uczestniczy w nich jako obserwator. Niespodziewanie w jednej z podsądnych rozpoznaje Hannę, która jest oskarżona o popełnienie zbrodni wobec Żydów w okupowanej Polsce. W trakcie procesu Michael poznaje nieznane oblicze swojej dawnej kochanki. Miłość do niej walczy w nim z potępieniem za to, co robiła; stara się na nowo określić swoje uczucia do niej. Przełomowa wydaje się wizyta w obozie zagłady. Pod koniec procesu chłopiec uświadamia sobie, że Hanna jest analfabetką, a jej analfabetyzm może być okolicznością łagodzącą przy wydawaniu wyroku. Kobieta jednak nie przyznaje się do tego, wybierając więzienie. Dręczony sprzecznymi motywami Michael w końcu także decyduje się nie ujawniać swojej wiedzy. Kobieta zostaje skazana na dożywocie.
Po latach, już jako wzięty prawnik, dręczony wyrzutami sumienia Michael zaczyna wysyłać dawnej kochance do więzienia nagrane przez siebie na kasetach magnetofonowych dzieła światowej literatury, te same, które kiedyś czytał jej podczas schadzek. Dla Hanny jest to impuls, aby nauczyć się czytać i pisać. Kiedy, po dwudziestu latach, Hanna ma zostać zwolniona z odbywania kary, Michael zgłasza się do więzienia ze zobowiązaniem, że znalazł jej mieszkanie i pracę. Daje jej jednak do zrozumienia, że nie może liczyć na nic więcej z jego strony. Hanna tuż przed wyjściem na wolność popełnia samobójstwo w celi. Pozostawia pożegnalny list, w którym prosi Michaela, aby przekazał zgromadzone przez nią pieniądze córce jednej z jej żydowskich ofiar. Po rozmowie z kobietą - zamieszkałą w Nowym Jorku - postanawia wpłacić środki na rzecz organizacji żydowskiej walczącej z analfabetyzmem. W ostatniej scenie Michael opowiada swojej dorosłej córce o kobiecie, która zmieniła całe jego życie.

## Obsada
- Kate Winslet jako Hanna Schmitz
- David Kross jako młody Michael Berg
- Ralph Fiennes jako starszy Michael Berg
- Bruno Ganz jako Rohl
- Linda Bassett jako pani Brenner
- Susanne Lothar jako Carla Berg
- Hannah Herzsprung jako Julia
- Matthias Habich jako Peter Berg
- Lena Olin jako Rose Mather / Ilana Mather
- Alexandra Maria Lara jako młoda Ilana Mather
- Claudia Michelsen jako Gertrude
- Jeanette Hain jako Brigitte
- Jürgen Tarrach jako Gerhard Bade
- Volker Bruch jako Dieter Spenz

## Nagrody
- Oscary 2008
  - najlepsza aktorka pierwszoplanowa − Kate Winslet
  - nominacja: najlepszy film
  - nominacja: najlepszy reżyser − Stephen Daldry
  - nominacja: najlepsze zdjęcia − Chris Menges i Roger Deakins
  - nominacja: najlepszy scenariusz adaptowany − David Hare
- Nagroda BAFTA 2008
  - nominacja: najlepszy film − Anthony Minghella, Sydney Pollack, Donna Gigliotti i Redmond Morris
  - nominacja: najlepszy reżyser − Stephen Daldry
  - najlepsza aktorka pierwszoplanowa − Kate Winslet
  - nominacja: najlepsze zdjęcia − Chris Menges i Roger Deakins
  - nominacja: najlepszy scenariusz adaptowany − David Hare
- Złote Globy 2008
  - najlepsza aktorka drugoplanowa − Kate Winslet
  - nominacja: najlepszy film dramatyczny
  - nominacja: najlepszy reżyser − Stephen Daldry
  - nominacja: najlepszy scenariusz − David Hare
- Nagroda Satelita 2008
  - nominacja: najlepszy film dramatyczny
  - nominacja: najlepsza aktorka w filmie dramatycznym − Kate Winslet
  - nominacja: najlepszy scenariusz adaptowany − David Hare
  - nominacja: najlepszy reżyser − Stephen Daldry
- Nagroda Gildii Aktorów Filmowych 2008
  - najlepsza aktorka drugoplanowa − Kate Winslet